# Форт-Лиард
Форт-Лиард (англ. Fort Liard) — деревня в Северо-Западных территориях, Канада.

## География
Деревня расположена на правом берегу реки Лиард, примерно в 37 км к северу от границы с Британской Колумбией.
Имеется небольшой аэропорт. В 1984 году было закончено строительство трассы Лиард, соединившей деревню с городом Форт-Нельсон на севере Британской Колумбии. В Форт-Лиард имеются 2 магазина, школа, отделение королевской канадской конной полиции, рекреационный центр, топливный склад.

## Население
По данным переписи 2011 года население деревни составляет 536 человек. По данным прошлой переписи 2006 года оно насчитывало 583 человека, из которых 520 человек (89,2 %) были представлены коренными народами Канады (индейцы и метисы). Основная этническая группа — дене.